# Госпиталь Финляндского полка
Госпиталь Финляндского полка (Дом культуры Балтийского завода) — памятник архитектуры. Расположен в Санкт-Петербурге, современный адрес дома — Большой проспект Васильевского острова, 65.

## История
В XVIII веке на участке были склады винных морских магазинов. В 1790-х годах участок был отдан под плац Кексгольмского пехотного полка, спустя двадцать лет, после ухода полка в 1806 году, на этом месте были размещены казармы полкового лазарета, фурштатский двор, манеж и огороды лейб-гвардии Финляндского полка.
После возвращения Финляндского полка с Отечественной войны 1812 года потребовалось построить здание полкового госпиталя. Сначала его хотели построить рядом с казармами на 19-й линии, вместо морской типографии, но в 1817 году составили проект на месте старого фуражного двора.
Современное здание построено в 1818—1820 годах А. Е. Штаубертом между 19 и 20й линиями Васильевского острова. Вместе с главным зданием на участке были построены офицерский корпус, корпус для служащих (19-я линия ВО, 16/А), сушильня и прачечная.
Для казарменного строительства 1820-х была характерна значительная протяжённость здания. На фасаде по центру выделяется увенчанный ступенчатым аттиком треугольный фронтон в семь осей. Стены нижнего этажа горизонтально рустованы, здание завершается карнизом с модульонами. На первом этаже дома размещались склады, на верхних — палаты и операционные. Входы были оформлены гранитными порталами, которые были демонтированы в 1958 году.
Со стороны Большого проспекта рядом с домом разбит сад, со стороны двора также был организован сквер.
После революции в здании размещался Окружной лазарет Военно-санитарного управления, затем Полевой запасной госпиталь № 725, госпиталь № 5. С 1927 года в дом расположен дворец культуры (Дом Молодёжи Василеостровского района). Некоторое время в доме размещался Музей Балтийского завода. Для современного использования в 2008 году был проведён капитальный ремонт.

## Домовая церковь
На втором этаже расположен большой двусветный зал. Стены голубые, украшены пилястрами коринфского ордера. Хоры поддерживают ионические колонны, украшены художественным орнаментом. Роспись потолка имитирует лепку.
20 декабря 1820 года в этом зале освятили церковь святого Спиридона Тримифунтского, которую перенесли из здания казарм. В 1903—1904 годах рядом построили церковь имени того же святого; её закрыли в 1919 году, продолжив служения в часовне. В 1923 году церковный иконостас забрали в Музей отживающего культа, остальное убранство перевезли в Смоленскую кладбищенскую церковь, в бывшем помещении часовни открыли скульптурную мастерскую, в 1960—1970-х годах — магазин «Цветы».
После ремонта 2008 года часовню передали церкви святой Екатерины Академии художеств.